# Katrina Matthews
Katrina Matthews (nacida como Katrina Rye, 13 de marzo de 1991) es una deportista británica que compite en triatlón.
Ganó una medalla de oro en el Campeonato Europeo de Triatlón de Media Distancia de 2019. Además, obtuvo dos medallas de plata en el Campeonato Mundial de Ironman, en los años 2021 y 2024, y una medalla de plata en el Campeonato Mundial de Ironman 70.3 de 2023.

## Palmarés internacional
| Campeonato Europeo | Campeonato Europeo    | Campeonato Europeo | Campeonato Europeo |
| Año                | Lugar                 | Medalla            | Prueba             |
| ------------------ | --------------------- | ------------------ | ------------------ |
| 2019               | Târgu Mureș (Rumania) | Medalla de oro     | Individual         |

| Campeonato Mundial | Campeonato Mundial          | Campeonato Mundial | Campeonato Mundial |
| Año                | Lugar                       | Medalla            | Prueba             |
| ------------------ | --------------------------- | ------------------ | ------------------ |
| 2021               | St. George (Estados Unidos) | Medalla de plata   | Individual         |
| 2024               | Niza (Francia)              | Medalla de plata   | Individual         |

| Campeonato Mundial | Campeonato Mundial | Campeonato Mundial | Campeonato Mundial |
| Año                | Lugar              | Medalla            | Prueba             |
| ------------------ | ------------------ | ------------------ | ------------------ |
| 2023               | Lahti (Finlandia)  | Medalla de plata   | Individual         |